# Bataille d'Héricourt (1474)
Pour les articles homonymes, voir Bataille d'Héricourt.
Guerres de Bourgogne
Batailles
Héricourt • La Planta (1475) • Nancy 1475 • Yverdon • Grandson (1476) • Morat (1476) • Nancy (1477)
La bataille d'Héricourt du 13 novembre 1474 oppose les troupes de Jacques de Savoie, comte de Romont, au service de Charles le Téméraire, et celles des cantons suisses confédérés et de leurs alliés des villes impériales d'Alsace et de Souabe. Elle a lieu sur les terres de la seigneurie d'Héricourt qui fait alors partie du comté de Montbéliard, possession du Saint-Empire. 
Première grande bataille des guerres de Bourgogne, elle se conclut par une victoire des adversaires de Charles le Téméraire, soutenus par le roi de France Louis XI.

## Contexte
En 1469, par le traité de Saint-Omer, Charles le Téméraire (1433-1477) devient maître des possessions de la maison de Habsbourg en Alsace et en Souabe (l'Autriche antérieure). À la tête de ce nouveau domaine des États bourguignons, il place le bailli Pierre de Hagenbach. 
Mais le pouvoir bourguignon entre en conflit avec les Alsaciens, ainsi qu'avec les cantons suisses de la Confédération des VIII cantons. Dans ce conflit, ils sont soutenus par Louis XI, qui, en 1468, a subi l'humiliation du traité de Péronne, et qui veut briser la puissance de son cousinCharles, seigneur (entre autres) du duché de Bourgogne, du comté de Bourgogne et des Pays-Bas bourguignons. Celui-ci a déjà subi un échec lors du siège de Beauvais en 1472. Un accord est conclu entre les Suisses confédérés, les villes d'Alsace et de Souabe ainsi que le roi de France.
En 1474, une révolte éclate en Alsace et le bailli Pierre de Hagenbach est tué. C'est son frère, Étienne de Hagenbach, qui intervient pour mater la révolte, ce qu'il fait sans retenue.

## Déroulement

### Le siège d'Héricourt (8-12 novembre 1474)
À la suite de ces exactions, les Confédérés déclarent la guerre à Charles le Téméraire et se mettent en marche vers l'Alsace. Étienne de Hagenbach et ses troupes se retranchent dans la place d'Héricourt. 
Le 8 novembre 1474, les Suisses mettent le siège devant Héricourt. Charles le Téméraire est alors occupé par le siège de Neuss, près de Cologne, et ne peut pas intervenir. Les assiégeants, après avoir bombardé la ville, réussissent à faire une brèche dans la muraille, obtenant la reddition des assiégés, mal approvisionnés, le 12 novembre 1474.

### La colonne de secours bourguignonne
Entretemps, le comte Henri de Neufchâtel-Blamont, maréchal de l'armée bourguignonne, s'est mis en route pour porter secours aux assiégés avec les milices du comté de Bourgogne. Ils sont épaulés par les troupes de Jacques de Savoie, comte de Romont, gouverneur du duché de Bourgogne, qui vient de recruter environ 5 000 mercenaires en Lombardie. 
Au total, environ 11 000 hommes sont envoyés pour affronter 18 000 soldats suisses et allemands.

### La bataille d'Héricourt
Le 13 novembre, les Suisses sont avertis de l'approche de la colonne de secours. Ils lèvent le camp et attaquent l'armée bourguignonne. Les mercenaires italiens, fatigués par leur marche forcée à travers les Alpes et le Jura, lâchent rapidement pied. Les miliciens bourguignons se retrouvent donc en infériorité numérique grave face à leurs adversaires et sont mis en déroute. 

## Suites et conséquences

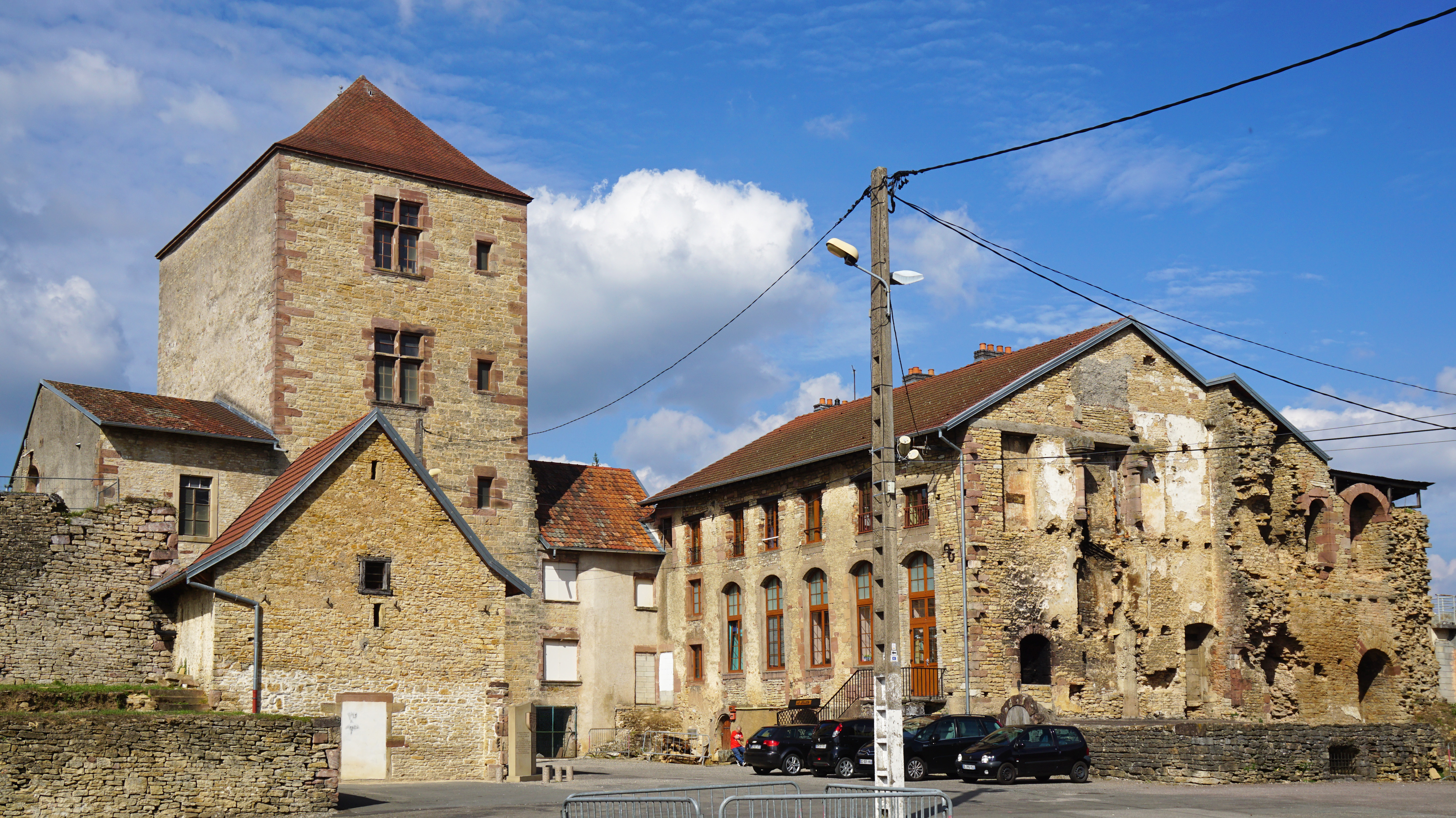
Vestiges des fortifications médiévales d'Héricourt.

La saline de Saulnot, ressource économique importante de la région, est détruite.